# Aurelian Son
Aurelian Son, romunski general, * 8. maj 1886, † 17. september 1952.